# Leucoptera caffeina
Leucoptera caffeina is een vlinder uit de familie sneeuwmotten (Lyonetiidae). De wetenschappelijke naam van deze soort is voor het eerst geldig gepubliceerd in 1940 door Washbourn.
De soort komt voor in tropisch Afrika.